# Бріт Надія Михайлівна
Бріт Надія Михайлівна (нар. 2 березня 1947, с. Завалля нині Уманського району Черкаської області) — кандидат педагогічних наук (1985), доцент (1991), професор, Відмінник народної освіти УРСР (1990), заслужений працівник освіти України (1995).

## Життєпис
Надія Михайлівна Бріт народилася 2 березня 1947 року в с. Завалля Монастирищенського району Черкаської області. Закінчила Черкаський державний педагогічний інститут за спеціальністю англійська мова (1972).

## Професійна діяльність
1966-1967 - старша піонервожата Монастирищанської середньої школи
1967-1975 - учитель англійської мови в школах Черкащини
1975 - працює в Уманському державному педагогічному інституті ім. П.Г. Тичини
З 1998 року – педагогічний університет на різних посадах: викладач (1975), старший викладач (1986), доцент (1988), завідувач кафедри іноземних мов (1988), завідувач кафедрою англійської мови (2002), декан факультету іноземної філології (2005).

## Наукова та педагогічна діяльність
Автор понад 70 науково-методичних праць, 5 навчальних посібників з іноземної мови для студентів педагогічних вузів, методичних рекомендацій для вчителів та студентів, статей у наукових збірниках і журналах

## Нагороди
- 1990 — Відмінник народної освіти УРСР
- 1995 — заслужений працівник народної освіти України
- 2005 — нагороджена Почесними грамотами Верховної Ради України
- Нагороджена почесною грамотою Міністерства освіти і науки України, управління освіти і науки Черкаської облдержадміністрації
- 2017 — нагороджена орденом княгині Ольги ІІІ ступеня (указ Президента України №168/2017 «Про відзначення державними нагородами України з нагоди Дня Конституції України»)[1][2][3][4].

## Наукові публікації
1. Інтегративний функціонально-галузевий підхід як чинник прогнозування і побудови моделей педагогічної природничо-наукової освіти : монографія / М. Т. Мартинюк, С. І. Бондаренко, О.В. Браславська та ін .; за ред. М. Т. Мартинюк, М. В. Декарчук. - Умань : ФОП Жовтий О.О., 2013. - 174 с. [Архівовано 29 березня 2020 у Wayback Machine.]
2. Організаційно-педагогічні засади розвитку полікультурної освіти у вищих навчальних закладах Великої Британії : монографія / Н. М. Бріт, Н. В. Шульга; МОН України, Уманський держ. пед. ун-т ім. П.Тичини. – Умань : ФОП Жовтий , 2015. – 152 с. [Архівовано 20 березня 2022 у Wayback Machine.]
3. Вплив ідей Вільгельма фон Гумбольдта (1767–1835) на мовну освіту в Україні ХІХ – початку ХХ століття : монографія / А. Ю. Кришко., Н. М. Бріт. – Умань : ФПО Жовтий О. О., 2015. – 179 с. [Архівовано 29 березня 2020 у Wayback Machine.]
4. English : посібник з англійської мови для студентів економічних спеціальностей вищих закладів освіти / Н. М. Бріт, Є. Л. Кремінська ; ред. Н. М. Бріт ; Уманський держ. педагогічний ун-т ім. Павла Тичини. - Київ : Знання, 2002. - 218 с. - ISBN 966-7813-07-3.
5. Deutsch kommunikativ : посібник з нім. мови для студ. техніко-екон. спец. вищих навч. закл. / Н. М. Бріт [и др.] ; ред. А. Л. Баран ; Уманський держ. педагогічний ун-т ім. Павла Тичини. - Київ : Знання, 2002. - 208 с. - ISBN 966-7813-06-5.
6. Deutsch : посібник з нім. мови для студ. гуманіт. спец. вищих навч. закл. / Н. М. Бріт [та ін.]. - Київ : Знання, 2003. - 124 с. - ISBN 966-7813-16-9